# Lijst van personen overleden in oktober 2013
Dit is een lijst van bekende personen die overleden zijn in oktober 2013.

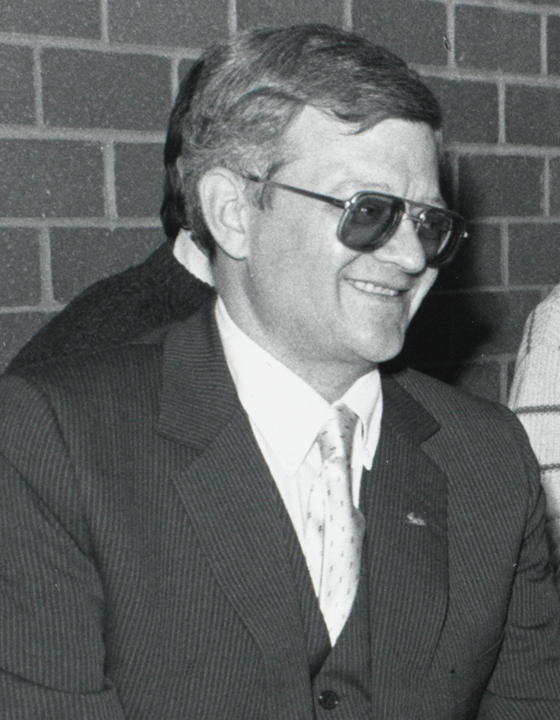
Tom Clancy
1 oktober

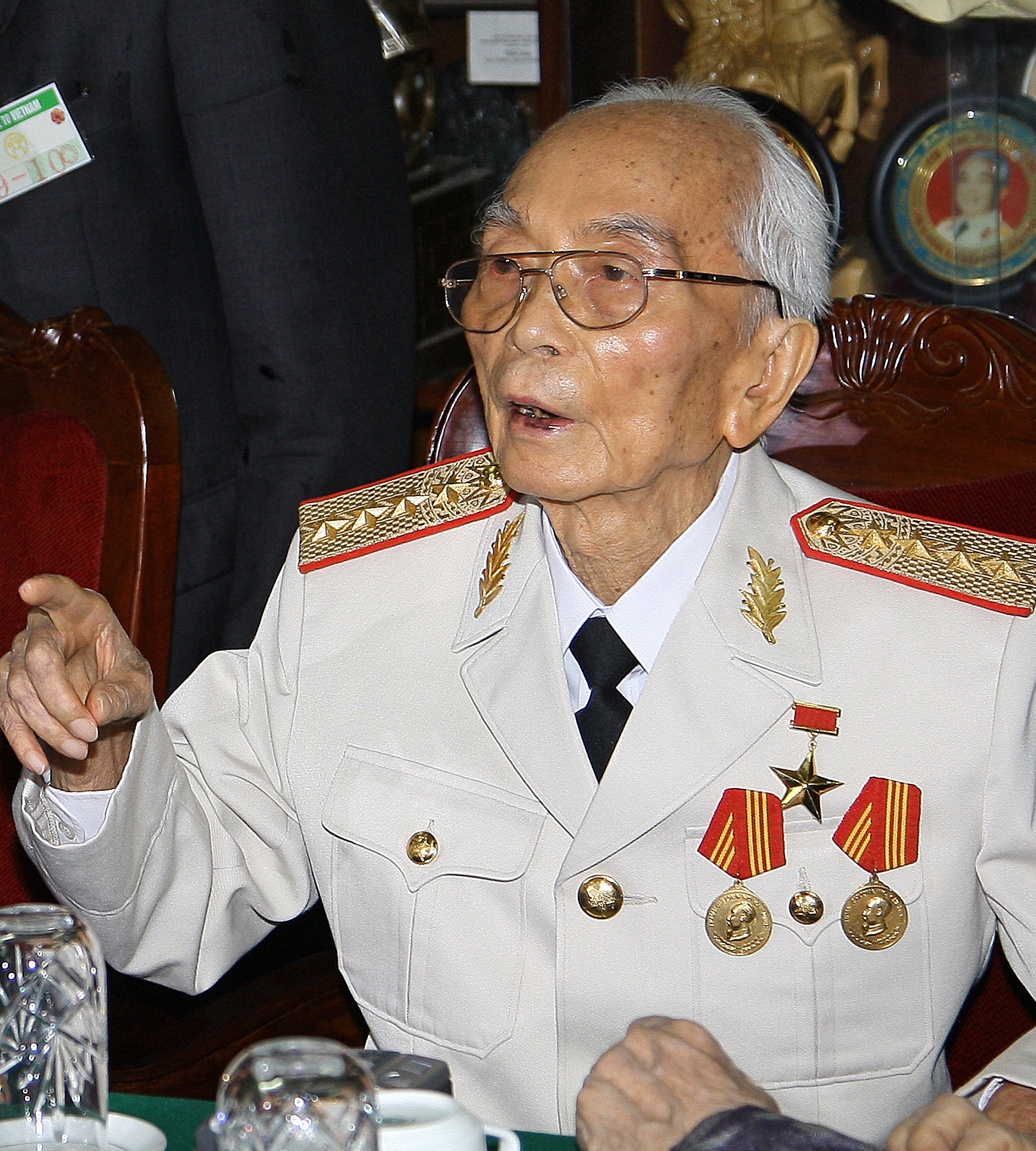
Võ Nguyên Giáp
4 oktober

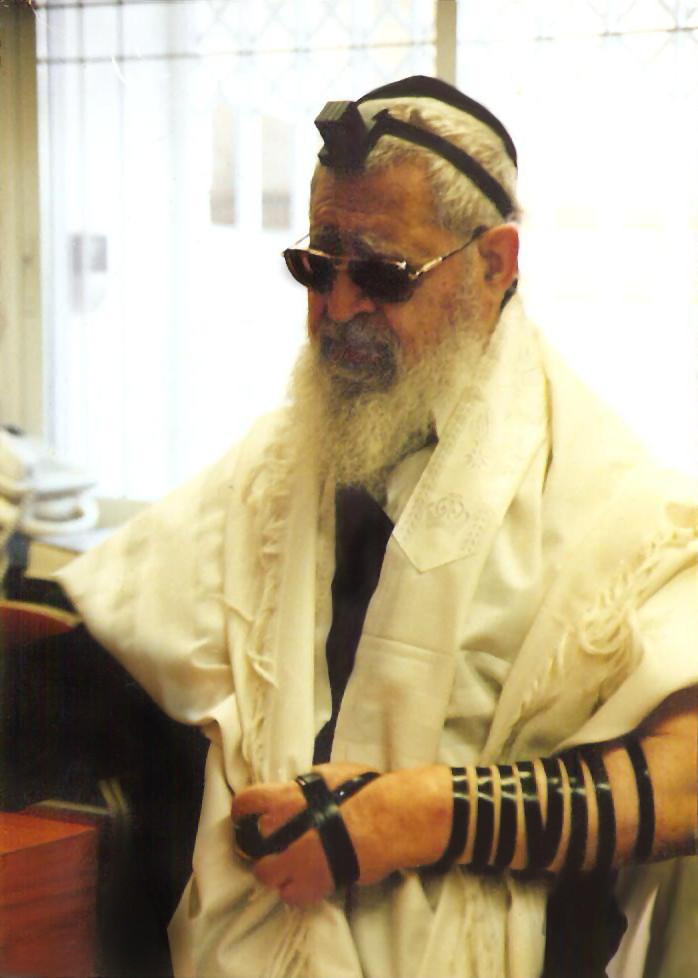
Ovadia Yosef
7 oktober

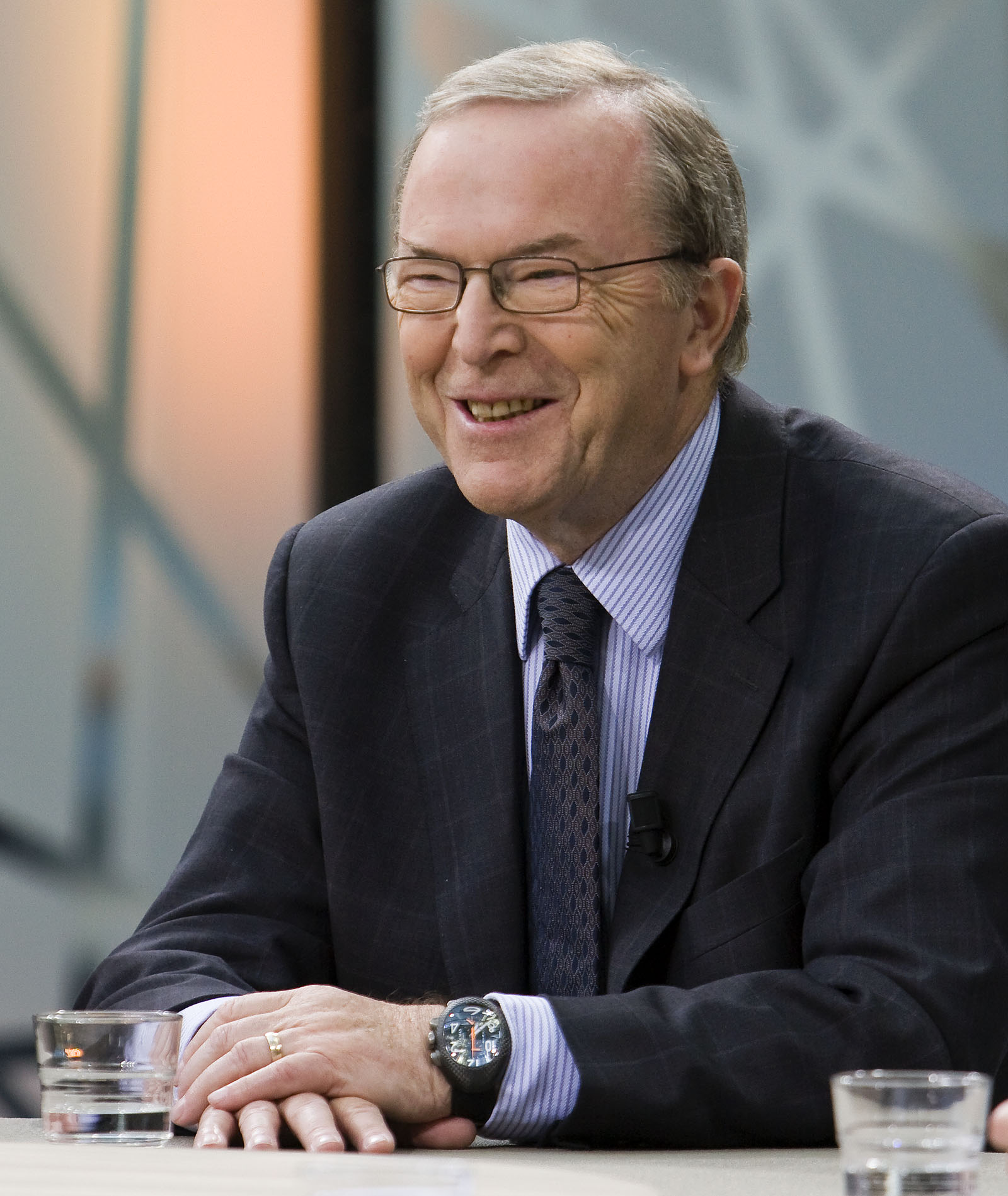
Wilfried Martens
9 oktober

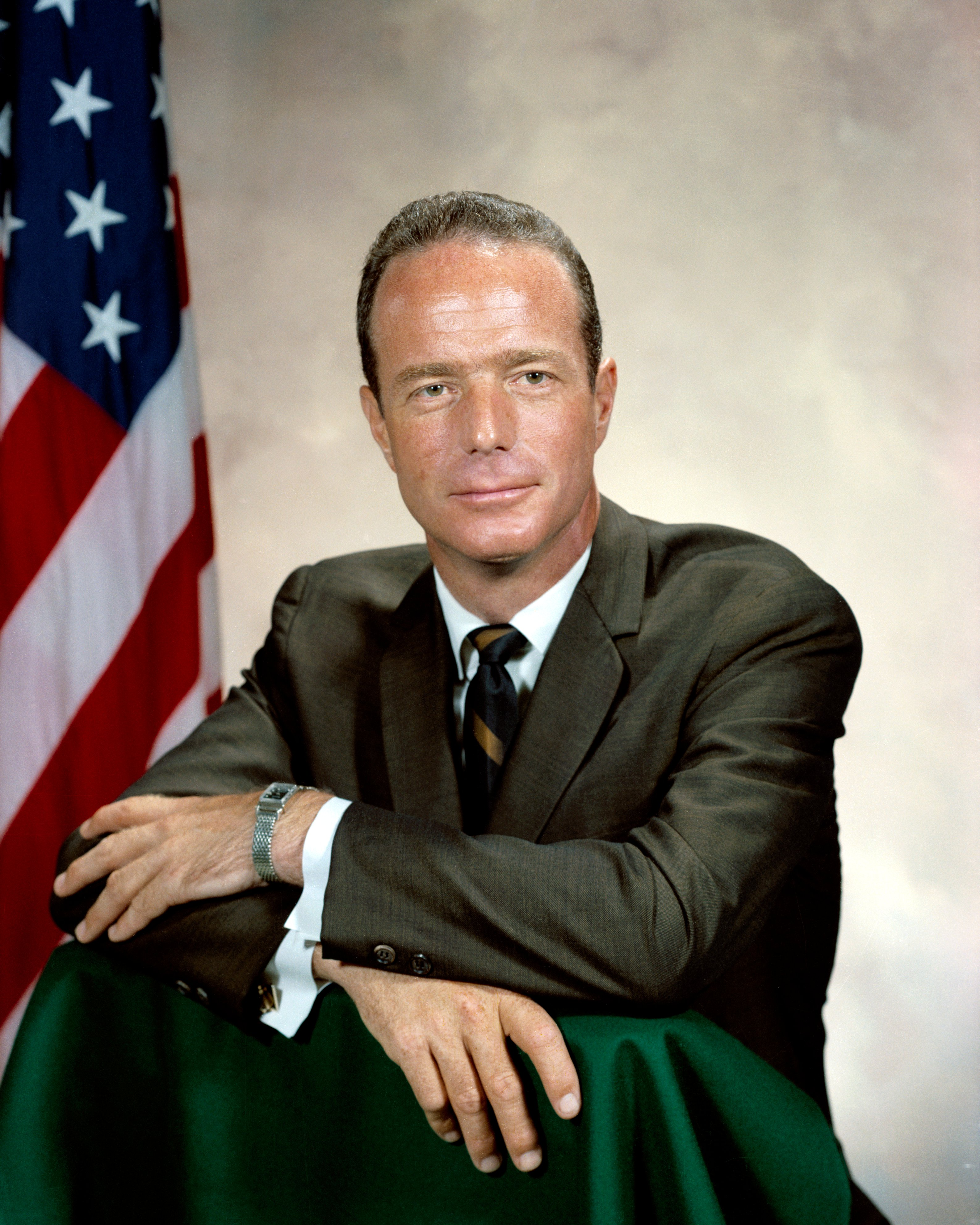
Scott Carpenter
10 oktober

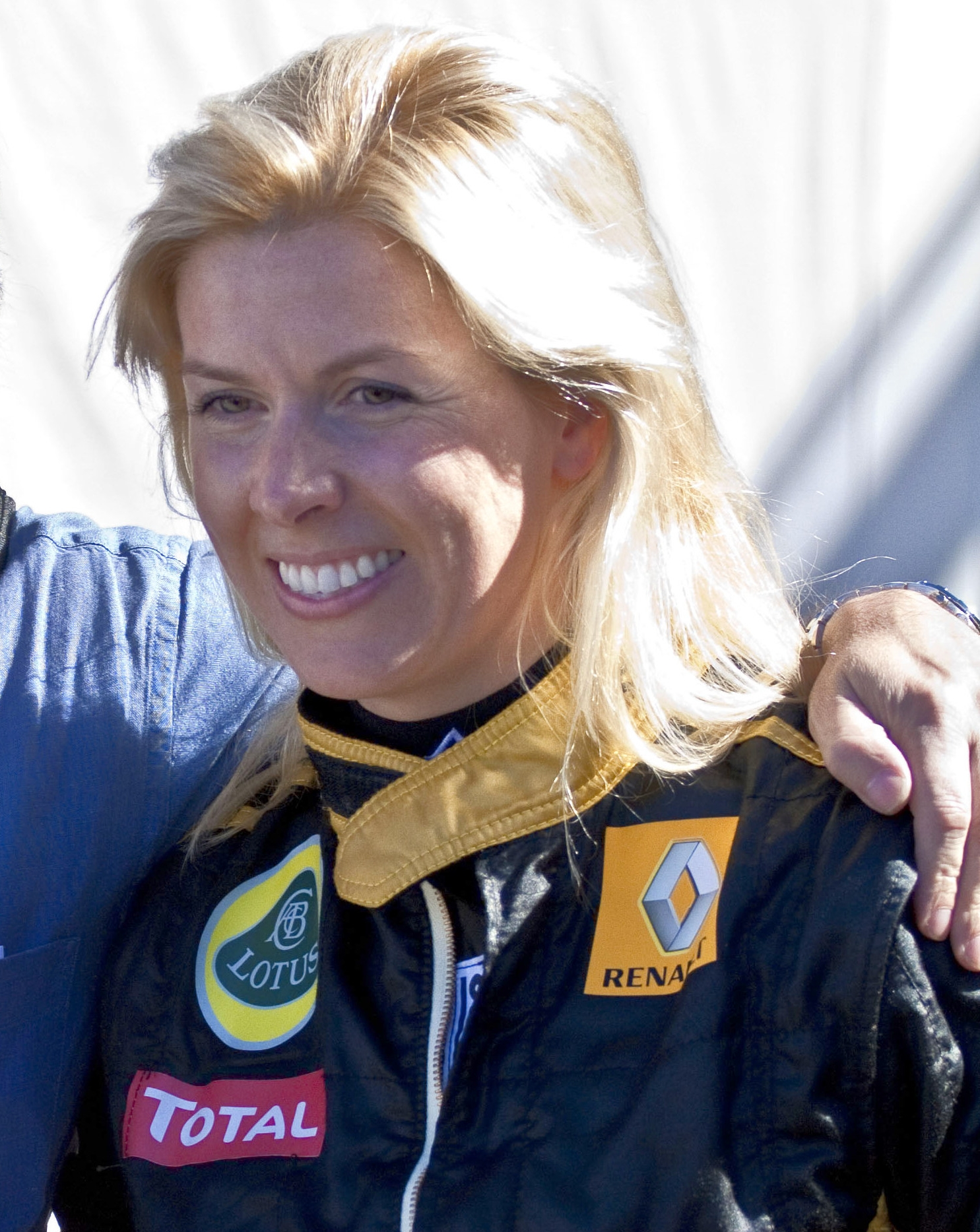
María de Villota
11 oktober

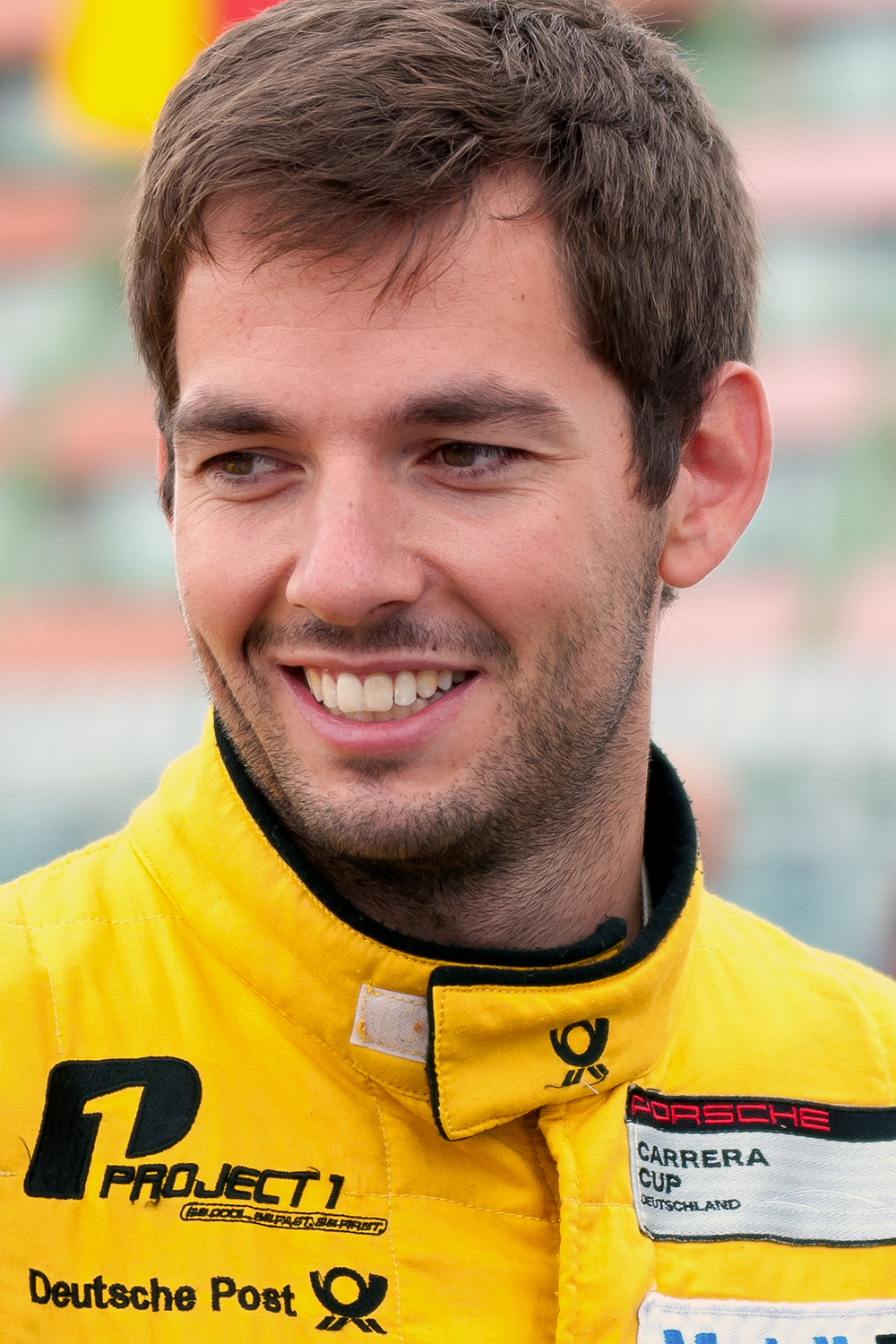
Sean Edwards
15 oktober

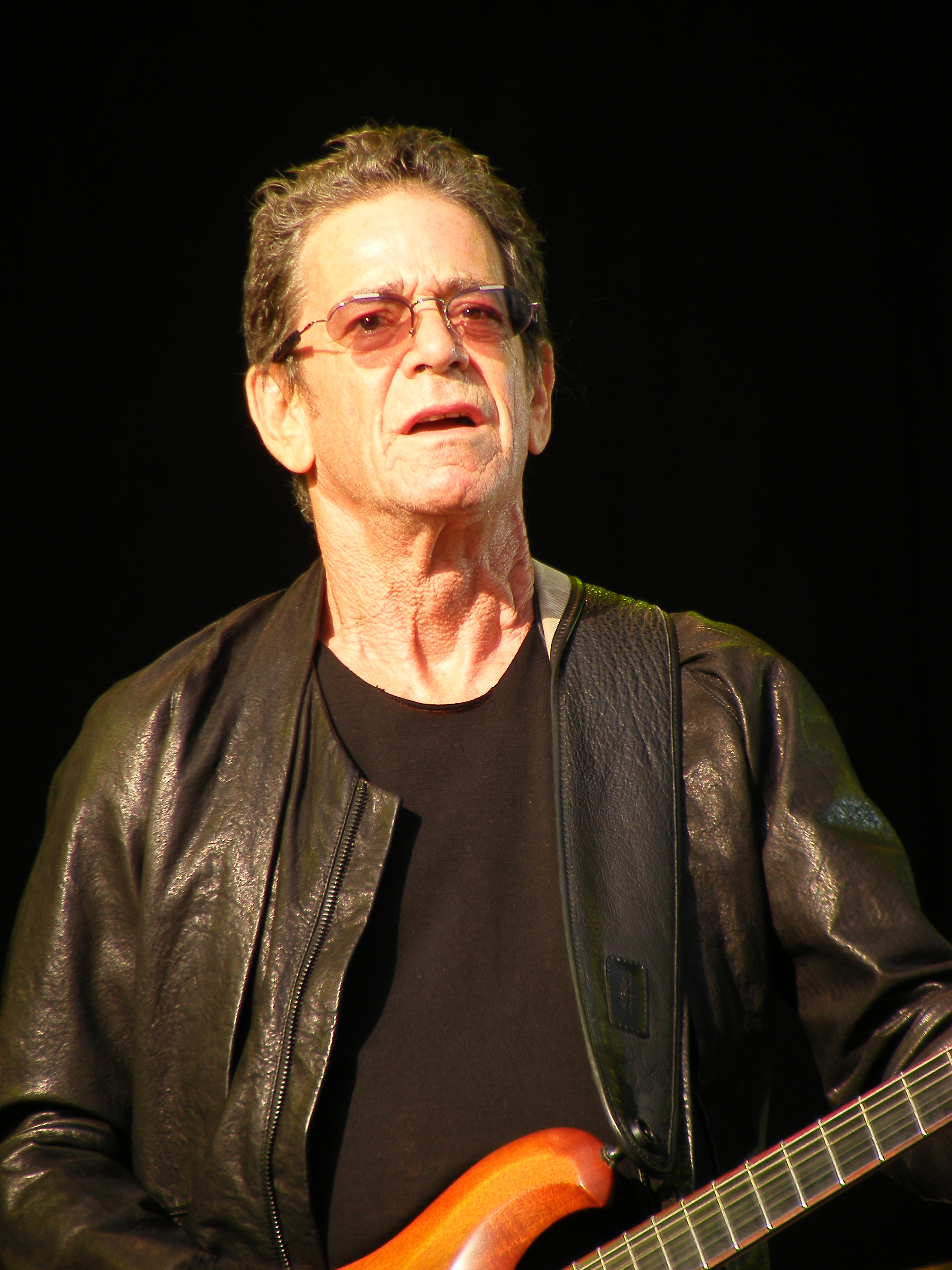
Lou Reed
27 oktober

| 1 | 2 | 3 | 4 | 5 | 6 | 7 | 8 | 9 | 10 | 11 | 12 | 13 | 14 | 15 | 16 | 17 | 18 | 19 | 20 | 21 | 22 | 23 | 24 | 25 | 26 | 27 | 28 | 29 | 30 | 31 |
| - | - | - | - | - | - | - | - | - | -- | -- | -- | -- | -- | -- | -- | -- | -- | -- | -- | -- | -- | -- | -- | -- | -- | -- | -- | -- | -- | -- |

### 1 oktober
- Tom Clancy (66), Amerikaans thrillerschrijver[1]
- Giuliano Gemma (75), Italiaans acteur[2]

### 3 oktober
- Sergej Belov (69), Russisch basketbalspeler[3]
- Amy Dombroski (26), Amerikaans veldrijdster[4]

### 4 oktober
- Akira Miyoshi (80), Japans componist[5]
- Võ Nguyên Giáp (102), Vietnamees generaal[6]

### 5 oktober
- Jan Hinnekens (86), Belgisch voorzitter Boerenbond[7]
- Carlo Lizzani (91), Italiaans regisseur en scenarist[8]
- Willy Lohmann (77), Nederlands striptekenaar[9]

### 6 oktober
- Nico van Kampen (92), Nederlands  theoretisch fysicus en hoogleraar[10]

### 7 oktober
- Patrice Chéreau (68), Frans acteur en regisseur[11]
- Ovadia Yosef (93), Israëlisch rabbijn[12]

### 8 oktober
- Lajos Kalános (81), Hongaars-Nederlands cameraman[13]
- Herman Van Elsen (87), Belgisch burgemeester[14]

### 9 oktober
- Joop Langhorst (70), Nederlands voetballer[15]
- Wilfried Martens (77), Belgisch politicus[16]

### 10 oktober
- Joop Cabout (85), Nederlands waterpolospeler[17]
- Scott Carpenter (88), Amerikaans astronaut[18]
- Bob de Jong (71), Nederlands rallycoureur, programmamaker en sportcommentator[19]
- Norrie Martin (74), Schots voetballer[20]

### 11 oktober
- Erich Priebke (100), Duits oorlogsmisdadiger en SS'er[21]
- María de Villota (33), Spaans autocoureur[22]

### 12 oktober
- Glen Dell (51), Zuid-Afrikaans luchtacrobaat[23]

### 14 oktober
- Pauke Meijers (79), Nederlands voetballer[24]
- Bruno Metsu (59), Frans voetballer en voetbaltrainer[25]
- Käty van der Mije (73), Roemeens-Nederlands schaakster[26]

### 15 oktober
- Sean Edwards (26), Brits autocoureur[27]
- Cancio Garcia (75), Filipijns rechter[28]
- Hans Riegel (90), Duits-Oostenrijks ondernemer[29]

### 16 oktober
- Albert Bourlon (96), Frans wielrenner[30]
- Ed Lauter (74), Amerikaans acteur[31]

### 17 oktober
- Lou Scheimer (84), Amerikaans tekenaar en animatiefilmproducent[32]

### 18 oktober
- Alberto Romualdez jr. (73), Filipijns minister[33]

### 19 oktober
- Georges Descrières (83), Frans acteur[34]
- Ramon Dwarka Panday (63), Surinaams politicus[35]
- Manuel Haro (82), Spaans voetballer[36]
- Noel Harrison (79), Brits zanger, acteur en skiër[37]
- Viktor Tsyboelenko (83), Sovjet-Russisch/Oekraïens atleet[38]

### 20 oktober
- Thomas Blondeau (35), Belgisch schrijver, columnist en dichter[39]
- Jovanka Broz (88), Servisch presidentsvrouw[40]
- Guus Dijkhuizen (76), Nederlandse schrijver, publicist en galeriehouder[41]
- Lawrence Klein (93), Amerikaans econoom[42]
- Herman Makkink (75), Nederlands beeldhouwer, graficus en tekenaar[43]
- Imre Nagy (80), Hongaars atleet[44]
- Joginder Singh (81), Keniaans rallyrijder[45]
- Bram Wiertz (93), Nederlands voetballer[46]

### 21 oktober
- Keryn Jordan (37), Zuid-Afrikaans voetballer[47]
- Dick van den Polder (79), Nederlands voetballer en sportjournalist[48]

### 22 oktober
- Kadir Özcan (61), Turks voetballer en voetbaltrainer[49]

### 23 oktober
- Anthony Caro (89), Brits beeldhouwer[50]

### 24 oktober
- Antonia Bird (62), Brits televisie- en filmregisseuse[51]
- Brooke Greenberg (20), Amerikaans patiënte[52]
- Kadir Nurman (80), Turks ondernemer en uitvinder[53]
- Nyanasamvara Suvaddhana (100), Thais bhikkhu[54]
- Henry Taylor (80), Brits autocoureur[55]

### 25 oktober
- Jenny Dalenoord (95), Nederlands kinderboekenillustratrice en kunstenares[56]
- Arthur Danto (89), Amerikaans kunstcriticus en filosoof[57]
- Tommy McConville (67), Iers voetballer[58]
- Marcia Wallace (70), Amerikaans (stem)actrice[59]

### 26 oktober
- Roger Asselberghs (88), Belgisch jazzsaxofonist en -klarinettist[60]

### 27 oktober
- Olga Gyarmati (89), Hongaars atlete[61]
- Lou Reed (71), Amerikaans musicus en zanger[62]
- Willem van der Velden (71), Nederlands politicus[63]

### 28 oktober
- Tadeusz Mazowiecki (86), Pools schrijver en politicus[64]

### 29 oktober
- Leo Morpurgo (89), Surinaams journalist en hoofdredacteur[65]
- Jan van de Ven (88), Nederlands politicus[66]

### 30 oktober
- Ray Mielczarek (67), Brits voetballer[67]
- Michael Palmer (71), Amerikaans schrijver[68]
- Clem De Ridder (93), Belgisch componist, schrijver en bestuurder[69]

### 31 oktober
- Trees Huberts-Fokkelman (79), Nederlands politicus[70]
- Andres Narvasa (84), Filipijns rechter[71]
- Gérard de Villiers (83), Frans thrillerschrijver[72]

1900 ·
1901 ·
1902 ·
1903 ·
1904 ·
1905 ·
1906 ·
1907 ·
1908 ·
1909 ·
1910 ·
1911 ·
1912 ·
1913 ·
1914 ·
1915 ·
1916 ·
1917 ·
1918 ·
1919 ·
1920 ·
1921 ·
1922 ·
1923 ·
1924 ·
1925 ·
1926 ·
1927 ·
1928 ·
1929 ·
1930 ·
1931 ·
1932 ·
1933 ·
1934 ·
1935 ·
1936 ·
1937 ·
1938 ·
1939 ·
1940 ·
1941 ·
1942 ·
1943 ·
1944 ·
1945 ·
1946 ·
1947 ·
1948 ·
1949 ·
1950 ·
1951 ·
1952 ·
1953 ·
1954 ·
1955 ·
1956 ·
1957 ·
1958 ·
1959 ·
1960 ·
1961 ·
1962 ·
1963 ·
1964 ·
1965 ·
1966 ·
1967 ·
1968 ·
1969 ·
1970 ·
1971 ·
1972 ·
1973 ·
1974 ·
1975 ·
1976 ·
1977 ·
1978 ·
1979 ·
1980 ·
1981 ·
1982 ·
1983 ·
1984 ·
1985 ·
1986 ·
1987 ·
1988 ·
1989 ·
1990 ·
1991 ·
1992 ·
1993 ·
1994 ·
1995 ·
1996 ·
1997 ·
1998 ·
1999 ·
2000 ·
2001 ·
2002 ·
2003 ·
2004 ·
2005 ·
2006 ·
2007 ·
2008 ·
2009 ·
2010 ·
2011 ·
2012 ·
2013 ·
2014 ·
2015 ·
2016 ·
2017 ·
2018 ·
2019 ·
2020 ·
2021 ·
2022 ·
2023 ·
2024 ·
2025